# Walter Kohn
Walter Kohn (ur. 9 marca 1923 w Wiedniu, zm. 19 kwietnia 2016 w Santa Barbara) – amerykański fizyk pochodzenia żydowskiego. Laureat nagrody Nobla w dziedzinie chemii w 1998 za udział w stworzeniu teorii funkcjonału gęstości (wraz z nim nagrodę otrzymał John A. Pople).